# Дьельник, Вильмош
Вильмош Кёфараго Дьельник (венг. Kőfaragó Gyelnik Vilmos; 1906—1945) — венгерский лихенолог.

## Биография
Вильмош Кёфараго Дьельник родился 30 марта 1906 года в городе Будапешт. Учился в Будапеште, в 1924 году поступил на гуманитарный факультет Католического университета Петера Пазманя.
Посещал различные гербарии Европы: гербарии Венского, Берлинского, Стокгольмского, Хельсинкского и Уппсальского университетов. В 1928 году на протяжении 8 месяцев Дьельник работал в Каире.
В 1929 году Будапештский университет присвоил Вильмошу степень доктора философии за диссертацию Adatok Magyarország zuzmó vegetációjához. II. С 1930 года преподавал в Будапештском университете. В 1934 году Дьельник перешёл в Дебреценский университет. В 1938 году он был одним из основателей Венгерского ботанического общества имени Борбаша, с 1938 по 1940 год был главным редактором журнала Borbásia, издаваемого этим обществом. В 1940 году несколько основателей этого общества создали Венгерское ботаническое общество, где стал издаваться журнал Borbásia nova.
Погиб во время бомбардировки железнодорожной станции в Амштеттене 15 марта 1945 года.
Дьельник издал около 100 научных работ, посвящённые описанию лишайников Венгрии, Аргентины, Японии и Орегона.

## Грибы, названные в честь В. К. Дьельника
- Nephromium tropicum var. gyelnikii Räsänen, 1944
- Opisteria homanii var. gyelnikii Räsänen, 1937
- Parmelia gyelnikii C.W.Dodge, 1959 ("gyelniki")
- Polyblastia gyelnikiana Servít, 1946
- Thelidium gyelnikii Servít, 1946
- Verrucaria gyelnikii Servít, 1939
- Verrucaria parmigera var. gyelnikiana Servít, 1939